# Кошкин дом (сказка)
«Кошкин дом» — сатирическая сказка-пьеса Самуила Маршака, написанная во время работы в Краснодаре. Была издана в сборнике 1922 года «Театр для детей». Сказка повествует о богатой тёте-кошке и её друзьях: козе, козле, курице и петухе, которые отворачиваются от своей подруги после того, как у неё сгорел дом. На помощь кошке приходят её племянники — беспризорные котята, которым она отказывалась помогать в своё время.

## История
Тили-бом! Тили-бом! 

Загорелся кошкин дом! 

Загорелся кошкин дом, 

Идёт дым столбом! 

Кошка выскочила! 

Глаза выпучила. 

Бежит курочка с ведром 

Заливает кошкин дом, 

А лошадка — с фонарем, 

А собачка — с помелом, 

Серый заюшка — с листом. 

Раз! Раз! 

Раз! Раз! 

И огонь погас!
В основе пьесы Маршака «Кошкин дом» лежит фольклорная песенка для детей «Тили-тили-тили-бом. Загорелся кошкин дом». По словам самого автора, одним из его первых детских воспоминаний стал пожар во дворе, и, возможно, поэтому эта тема так часто фигурирует в его произведениях. Маршак не был первым, кто использовал в качестве основы песенку о кошке-погорелице. Известно о существовании некой дореволюционной сказки о кошке, которой после пожара пришлось идти жить к бабушке. Также в 1920 году Софья Федорченко выпустила сказку «Пожар в кошкином доме».
Вначале сказка была пятистраничной или шестистраничной. Маршак переделывал её в 1945 и 1948 годах, в результате чего произведение превратилось в бытовую комедию. Сказка Самуила Маршака стала основой для последующих экранизаций и спектаклей.
В 1958 году состоялась премьера мультфильма-оперы «Кошкин дом». Режиссёром стал Леонид Амальрик, над адаптацией сказки работал драматург Николай Эрдман. Мультфильм был удостоен премии «Серебряный Георгий» на X международном фестивале фильмов для детей и юношества в Венеции.
26 декабря 1978 году премьера пьесы состоялась в Центральном детском театре.
В 2020 году Владимирский областной театр кукол представил спектакль для детей «Кошкин дом». Длительность спектакля — 66 минут.